# Listavci tropskih in subtropskih vlažnih gozdov
Listavci tropskih in subtropskih vlažnih gozdov (TSMF), znani tudi kot tropski deževni gozd, so habitatni tip subtropskega in tropskega gozda, ki ga je opredelil Svetovni sklad za naravo.

## Opis
TSMF je na splošno v velikih, nezveznih zaplatah s središčem v ekvatorialnem pasu in med Rakovim in Kozorogovim povratnikom. Za TSMF je značilna nizka variabilnost letne temperature in visoka raven padavin, več kot 2000 mm letno. V gozdni sestavi prevladujejo zimzelene in pollistavne drevesne vrste.
V teh gozdovih živi več vrst kot v katerem koli drugem kopenskem ekosistemu na Zemlji: polovica svetovnih vrst morda živi v teh gozdovih, kjer je kvadratni kilometer lahko dom več kot 1000 drevesnim vrstam. Te gozdove najdemo po vsem svetu, zlasti v indo-malajskem arhipelagu, porečju Amazonke in afriškem porečju Konga.
Nenehno toplo, mokro podnebje naredi ta okolja bolj produktivna kot katera koli druga kopenska okolja na Zemlji in spodbuja eksplozivno rast rastlin. Tu lahko drevo v samo 5 letih zraste več kot 23 m. Od zgoraj je gozd videti kot neskončno morje zelene barve, ki ga prekinjajo le občasna, višja »nastajajoča« drevesa. Ti visoki nastanki so kraljestvo kljunorožcev, tukanov in harpijskega orla.
Na splošno je biotska raznovrstnost največja v gozdnih krošnjah. Krošnjo lahko razdelimo na pet slojev: nadstrešna krošnja z vzniklimi krošnjami, srednja plast krošnje, nižja krošnja, nivo grmovja in končno podrast.
Krošnje so dom številnim gozdnim živalim, vključno s človečnjaki in opicami. Pod krošnjami v nižjem podrastju živijo kače in velike mačke. Po gozdnih tleh, kjer zaradi goste krošnje na vrhu ni podrasti, prežijo druge živali, kot so gorile in jeleni.
Vse ravni teh gozdov vsebujejo neprimerljivo raznolikost vrst nevretenčarjev, vključno z novogvinejskimi žuželkami in metulji, ki lahko zrastejo več kot 30 cm v dolžino.
Številni gozdovi se krčijo za kmetijska zemljišča, drugi pa so predmet obsežne komercialne sečnje. Vsakih nekaj let je uničeno območje v velikosti Irske.

## Tipi
Biom vključuje več vrst gozdov:
- Nižinski ekvatorialni zimzeleni deževni gozdovi, splošno znani kot tropski deževni gozdovi, so gozdovi, ki prejmejo veliko padavin (podnebje tropskega deževnega gozda z več kot 2000 mm letno) skozi vse leto.[5] Ti gozdovi se pojavljajo v pasu okoli ekvatorja, z največjimi površinami v porečju Amazonke v Južni Ameriki, porečju Konga v osrednji Afriki, mokrih tropih Queenslanda v Avstraliji in delih Malajskega arhipelaga. Približno polovica svetovnih tropskih deževnih gozdov je v južnoameriških državah Braziliji in Peruju. Deževni gozdovi zdaj pokrivajo manj kot 6 % zemeljske površine. Znanstveniki ocenjujejo, da več kot polovica vseh rastlinskih in živalskih vrst na svetu živi v tropskih deževnih gozdovih.
- Tropski sezonski gozdovi, znani tudi kot vlažni listopadni, monsunski ali polzimzeleni (mešani) sezonski gozdovi, imajo monsunsko podnebje ali podnebje mokre savane (kot v Köppnovi podnebni klasifikaciji): prejemajo veliko skupnih padavin s toplo poletno mokro sezono in (pogosto) hladnejše zimsko suho obdobje. Nekatera drevesa v teh gozdovih v zimskem sušnem obdobju odvržejo nekaj ali vse liste. Te gozdove najdemo v južni Floridi, delih Južne Amerike, v Srednji Ameriki in okoli Karibov, v obalni Zahodni Afriki, delih Indijske podceline, severne Avstralije in po večjem delu Indokitajskega polotoka.[6][7][8][9]
- Montanski deževni gozdovi so v gorskih območjih s hladnejšim podnebjem. Tisti z višinami, ki so dovolj visoke, da se redno srečujejo z nizko stopnjo oblačnosti, so znani kot oblačni gozdovi.[10]
- Poplavni gozdovi, vključno s sladkovodnimi močvirnimi gozdovi in gozdovi šotnih močvirij.[11]
- Manigua nizek, pogosto neprehoden gost gozd prepletenih tropskih grmovnic in majhnih dreves. Običajno ga najdemo na močvirnih območjih, ponekod pa tudi na suhem. Izraz se uporablja na Kubi, v Dominikanski republiki, Portoriku in Kolumbiji.[12][13][14]

## Pomembne ekoregije
Številne ekoregije TSMF so znane po svoji biotski raznovrstnosti in endemizmu:
- Vlažni gozdovi jugozahodne Amazonije v Braziliji, Peruju in Boliviji
- Atlantski gozd v Braziliji, Argentini in Paragvaju
- Vlažni gozdovi Chocó–Darién v Kolumbiji in Panami
- Mokri tropi Queenslanda v Avstraliji[15]
- Severozahodni andski gorski gozdovi Kolumbije in Ekvadorja[16]
- Vlažni gozdovi Gvajanskega višavja[17]
- Kubanski vlažni gozdovi[18]
- Vlažni gozdovi Veracruz v Mehiki
- Kongovski deževni gozdovi[19]
- Zgornjegvinejski gozdovi[20]
- Montanski gozdovi Albertinskega razpoka od Ugande do Burundija[21]
- Gozdovi vzhodnega loka Kenije in Tanzanije[22]
- Obalni gozdovi vzhodne Afrike od Somalije do Mozambika[23]
- Madagaskarski subhumidni gozdovi[24]
- Vlažni gozdovi Portorika
- Nižinski deževni gozdovi Šrilanke
- Šotni močvirni gozdovi Malezijskega polotoka
- Šotni močvirni gozdovi Bornea
- Deževni gozdovi Nove Kaledonije[25]
- Zahodni Gati